# Franz von Nesselrode-Reichenstein
Franz Reichsfreiherr von Nesselrode, ab 1702 Reichsgraf von Nesselrode-Reichenstein (* 23. Juni 1635 im Schloss Herten; † 5. Dezember 1707 im Schloss Herten) war ein katholischer Adeliger aus dem Haus Nesselrode, Diplomat, Mäzen und kurkölnischer Statthalter im Vest Recklinghausen. Von Gottfried Wilhelm Leibniz wurde er in einem Brief an den Landgrafen Ernst Ludwig von Hessen-Darmstadt als „un Seigneur d’un grand mérite“ bezeichnet.

## Herkunft
Sein Vater war Bertram von Nesselrode (1592–1678), Herr von Stein und Ehrenstein, seine Mutter die Gräfin Lucia von Hatzfeld, eine Schwester des Feldherren Melchior von Hatzfeldt. Sein Bruder Johann Franz Hermann von Nesselrode war kaiserlicher General.

## Leben

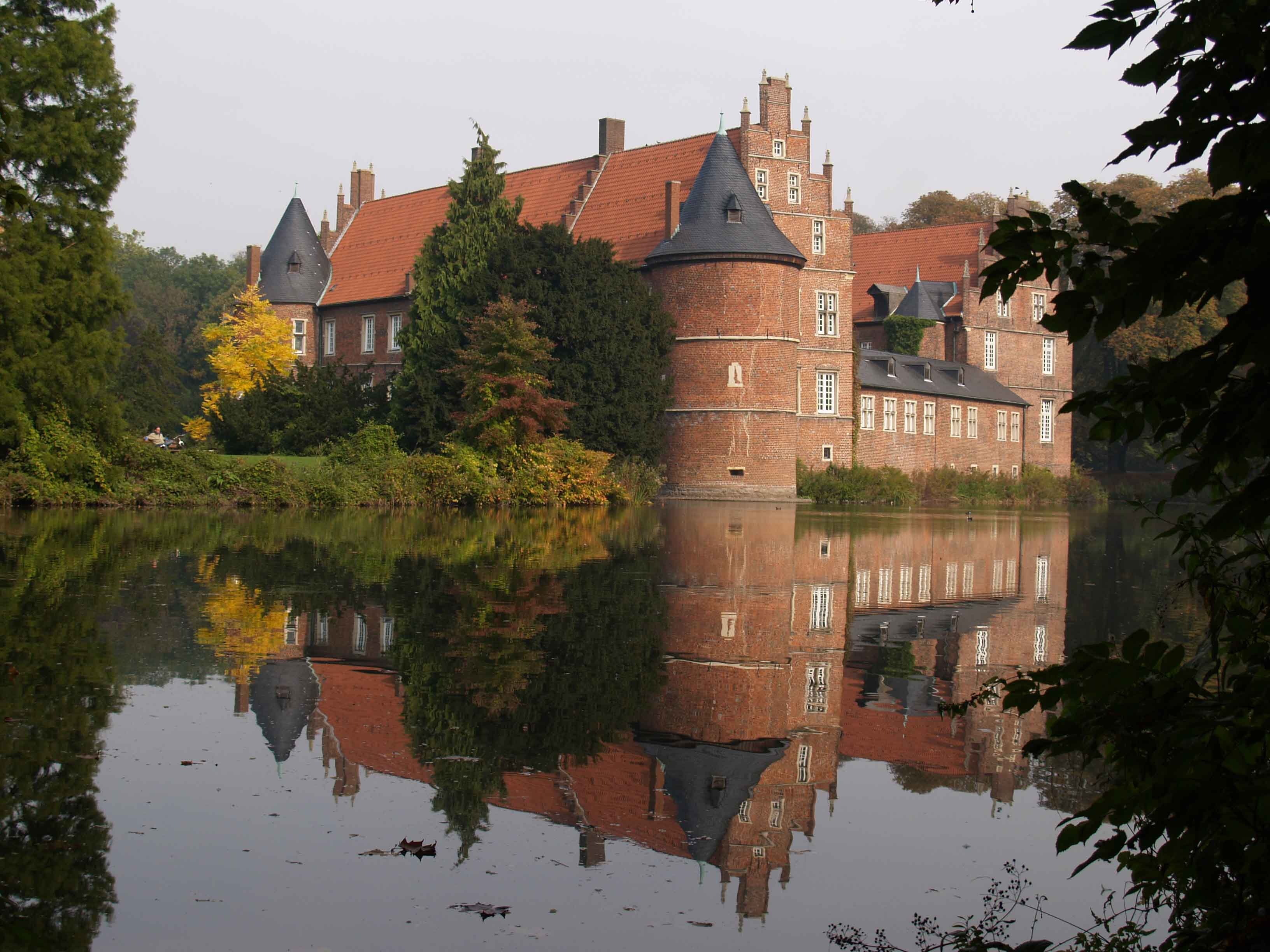
Schloss Herten, der Wohnsitz des Grafen

Freiherr Franz von Nesselrode wuchs im Schloss Herten im kurkölnischen Vest Recklinghausen auf und war kaiserlicher Kammerherr und kurkölnischer Geheimrat. Außerdem war er Statthalter des Kurfürsten von Köln im Vest Recklinghausen. Er war mit Anna Maria von Wylich, Tochter des Freiherrn Friedrich Karl von Wylich zu Richolt und Winnenthal, verheiratet und hatte mit ihr acht Kinder. Vier seiner fünf Töchter traten in den Ursulinenorden ein. Seine Tochter Johanna Petronella Victoria Maria Anna (1670–1698) heiratete 1693 den Freiherren und späteren Grafen Damian Hugo von Virmont. Sein Sohn Philipp Wilhelm von Nesselrode und Reichenstein war Großprior der deutschen Malteser und damit Reichsfürst. Ein Vetter Nesselrodes war der Hildesheimer Fürstbischof Jodocus Edmund von Brabeck.
Franz von Nesselrode war ein maßgebliches Mitglied der Delegation des Heiligen Römischen Reiches, die 1678 und 1679 die Friedensverträge von Nimwegen aushandelte und die er im Namen des Kaisers unterzeichnete. Auch in den Verhandlungen, die 1699 zum Frieden von Karlowitz führten, erwies er sich als geschickter Diplomat.
Durch eine Stiftung ermöglichte Franz von Nesselrode 1699 die Gründung des Ursulinenklosters in Dorsten, das aus einer Initiative seiner Tochter Maria Lucia entstand.
Mit dem Erwerb der reichsunmittelbaren Herrschaft Reichenstein im Westerwald wurde Nesselrode 1702 von Kaiser Leopold I. in den Reichsgrafenstand erhoben und nannte sich fortan Nesselrode-Reichenstein.
Franz von Nesselrode starb mit 72 Jahren im Schloss Herten.

## Familie
Franz von Nesselrode heiratete 1661 die Freiin Anna Maria von Wylich (* 1644; † 26. August 1720). Das Paar hatte mehrere Kinder:
- Lucia Theresia (* 1664), Priorin im Ursulinen-Kloster in Dorsten
- Anna Wilhelmine Hermina (* 1666; † 1748), Ursulinerin in Dorsten
- Johanna Petronella Victoria Maria Anna (* 1670; † 1698) ⚭ Damian Hugo Franz Adrian Graf von Virmont (* 1666; † 1722)
- Bertram Franz Karl (* 1672; † 1744), Graf von Nesselrode ⚭ Maria Antonetta von Wylich, Tochter des Adolf Hermann Freiherr von Wylich zu Winnenthal
- Philipp Wilhelm (* 1678; † 1754), Großprior des deutschen Malteserordens
- Franziska Bernhardina (* 1680), Ursulinerin in Corlu
- Leopoldina Theresia (* 1683), Ursulinerin in Dorsten